# 이와쓰키구
이와쓰키구(일본어: 岩槻区)는 일본 사이타마현 사이타마시를 이루는 10개 구 중 하나이며 10개 구 중에서 가장 새로운 구이다. 2005년 4월 1일에 이와쓰키시가 사이타마시에 편입되어 그 시역이 이와쓰키구가 되었다.

## 지리
이와쓰키구는 서쪽으로 미누마구, 남서쪽으로 미도리구와 접하고 남쪽으로 가와구치시, 남동쪽으로 고시가야시, 북동쪽으로 가스카베시, 북쪽으로 시라오카시, 북서쪽으로 하스다시와 접한다.

## 역사
- 1954년 5월 3일 - 미나미사이타마군 이와쓰키정과 6개 촌이 합병해 이와쓰키정이 되었다.
- 1954년 7월 1일 - 이와쓰키정이 이와쓰키시로 승격되었다.
- 1972년 11월 13일 - 도호쿠 자동차도가 부분 개통하였다.
- 2005년 4월 1일 - 사이타마시에 편입되어 사이타마시 이와쓰키구가 되었다.

## 교통

### 철도
- 도부 철도 노다선

### 도로
- 도호쿠 자동차도
- 국도 16호선
- 국도 122호선
- 국도 463호선

## 출신 인물
- 사토 다케루(佐藤 健)